# Biserica de lemn din Cecălaca

Biserica de lemn din Cecălaca, judeţul Mureş. Vedere generală. Foto: 1980-1985

Biserica de lemn din Cecălaca, judeţul Mureş. Vedere de ansamblu din sud-est.

Biserica de lemn din Cecălaca, comuna Ațintiș, județul Mureș, data, după unele surse, din sfârșitul secolului al XVII-lea. Alte surse datează biserica, ca putând fi de la începutul secolului al XVIII-lea, făcând referință la înscrisul ce apărea în stânga și dreapta intrării, pe latura de vest a navei:„am scris Chiril, 1761”. A fost demolată în anul 2000. Chiar și după câțiva ani, în locul unde era bisericuța, se puteau înca observa grămezi de materiale rămase în urma demolării.

## Istoric
Tradiția spune că biserica ar fi fost furată, cu înțelegere, din Sâniacob.

## Trăsături
Avea îmbinările bârnelor în coadă de rândunică, consolele fiind cioplite în descreștere. Biserica nu avea nici prispă și nici clopotniță deasupra bisericii, aceasta fiind în partea de sud-vest a bisericii. Nava bisericii era dreptunghiulară, cu absida altarului ușor decroșată, poligonală având cinci laturi.
Referitor la pictura și icoanele aflate în biserică, prin analogie dar și prin faptul că unii pictori s-au semnat, putem spune că au activat popa Nicolae, zugravul de la Feisa (prin analogie cu Chețani), zugravul Ioan, ce în 1715 a lucrat o icoană împărătească precum și ușile împărătești. O altă icoană, din 1728 este atribuită lui Iacov, zugravul de la Rășinari. Icoana Cuvioasei Paschiva, pictată de Toader zugravul, aminteșt de cea de la Hărțău din 1753. 